# Pljučni mešiček
Pljučni mešiček ali pljučni alveol (lat. alveolus pulmonis) je z zrakom napolnjena votlinica v pljučih, obdana z interalveolarnim septumom, kjer se izmenjujeta kisik in ogljikov dioksid med zrakom in krvjo.

## Anatomija
Pljučni mešički se bočijo iz alveolarnih vrečic, v katere se preko respiratornih bronhiolov in alveolarnih duktusov nadaljujejo končni bronhioli. Mešički so osnovne gradbene enote pljuč, kjer poteka izmenjava plinov. Njihova stena je zelo prožna.
Okoli vsakega mešička se spleta fino omrežje kapilar, ki prekriva okoli 70 % celotne površine mešička. Povprečen mešiček pri odraslem človeku meri v premeru 200 mikrometrov, med vdihom se pa razširi.
V pljučih je okoli 700 milijonov mešičkov, ki dajejo površino 70 m2.

## Izmenjava plinov
Kisik in ogljikov dioksid prehajata skozi alveolokapilarno membrano pasivno, s pomočjo difuzije. Sila,
ki omogoča prehajanje plinov, je razlika med delnimi (parcialnimi) tlaki respiracijskih plinov
v alveolnem zraku in mešani venski krvi na začetku pljučnih kapilar. Ko pride mešana venska kri v pljučne kapilare, se začne izmenjava plinov med krvjo in zrakom v mešičkih. Količina plina, ki preide skozi alveolokapilarno membrano, je odvisna od velikosti gradienta tlaka, fizikalno kemijskih karakteristik opazovanega plina (topnost v maščobah,
velikost plinskih molekul itn.), velikosti površine alveolokapilarne membrane, kakovost alveolokapilarne membrane (debelina, sestava), količine hemoglobina v kapilarni krvi, ki je sposoben sodelovanja pri plinski izmenjavi, in velikosti
pretoka krvi prek pljučnih kapilar. Brez funkcionalnega hemoglobina bi bila izmenjava respiracijskih plinov med alveolnim zrakom in krvjo zelo nizka, saj se kisik in ogljikov dioksid le v majhnem delu raztapljata v krvi in vezava na hemoglobin je bistvena. Koncentracije plinov se med zrakom v mešičkih in krvjo izredo hitro izenačijo, tako da so praktično že na
polovici pljučne kapilare delni tlaki respiracijskih plinov v kapilarni krvi in alveolnem zraku enaki. Meja izenačitve se pomika proti koncu kapilare, če se pretok v pljučni kapilari močno poveča. Iz alveolarnih kapilar se nato oksigenirana kri zliva v pljučne vene, po katerih potuje do srca.